# Championnat du Norrland de football 1928
Navigation
Édition précédente Édition suivante
Le Championnat du Norrland 1928 ou Norrländska Mästerskapet 1928 est la 4e édition de ce championnat qui vise à permettre aux meilleurs clubs du Norrland, alors écartés de l'Allsvenskan, de s'affronter afin de déterminer le meilleur club des régions septentrionales du pays.

## Phase finale
|  | Demi-finales                | Demi-finales                |           |   | Finale                   | Finale                   |
|  | Demi-finales                | Demi-finales                |           |   | Finale                   | Finale                   |
|  |                             |                             |           |   |                          |                          |
|  | 12 août 1928 à Örnsköldsvik | 12 août 1928 à Örnsköldsvik |           |   | 19 août 1928 à Östersund | 19 août 1928 à Östersund |
|  | 12 août 1928 à Örnsköldsvik | 12 août 1928 à Örnsköldsvik |           |   | 19 août 1928 à Östersund | 19 août 1928 à Östersund |
|  | Norrbyskärs GIK             | 5                           |           |   | 19 août 1928 à Östersund | 19 août 1928 à Östersund |
|  | Norrbyskärs GIK             | 5                           |           |   | 19 août 1928 à Östersund | 19 août 1928 à Östersund |
|  | Bodens BK                   | 7                           |           |   | 19 août 1928 à Östersund | 19 août 1928 à Östersund |
|  | Bodens BK                   | 7                           | Bodens BK | 1 |                          |                          |
|  | 12 août 1928 à Boden        |                             | Bodens BK | 1 |                          |                          |
|  |                             | GIF Sundsvall               | 0         |   |                          |                          |
|  | GIF Sundsvall               | GIF Sundsvall               | 0         | 8 |                          |                          |
|  | GIF Sundsvall               |                             |           | 8 |                          |                          |
|  | IF Castor                   | 2                           |           |   |                          |                          |
|  | IF Castor                   | 2                           |           |   |                          |                          |

| Vainqueur du Norrländska Mästerskapet 1928 |
| ------------------------------------------ |
| Bodens BK 2e titre                         |